# Spiesberg
Spiesberg ist ein Gemeindeteil der Gemeinde Altenkunstadt im oberfränkischen Landkreis Lichtenfels. Regionale Bekanntheit erlangte das Dorf durch seine Holzofen-Brotback-Tradition.

## Geografische Lage
Das Dorf Spiesberg liegt in einer Talsenke zwischen dem Eulenberg (429,8 m ü. NHN) und dem Külmitz (437,8 m ü. NHN), beide im Westen. Das Tal gehört zu den Ausläufern des Altenkunstadt-Buchauer Albvorlandes im Obermainischen Hügelland. Der Ortskern von Altenkunstadt befindet sich rund vier Kilometer westlich von Spiesberg.

## Geschichte
Die erste urkundliche Erwähnung war 1345, als der Bamberger Bischof Friedrich dem Kloster Langheim einen Zehnt zu „Spisperch“ verkaufte. Im Jahr 1801 gehörte der Ort zum Hochstift Bamberg und der Zehend dem Kloster Langheim. Kirchlich unterstand er der Pfarrei Altenkunstadt.
1818 wurde aus Zeublitz, Spiesberg und der Trebitzmühle eine Gemeinde gebildet. Entscheidend für den Gemeindesitz war nicht die Anzahl der Einwohner, sondern die der Anwesen. Da Zeublitz mit 14 Anwesen größer war als die übrigen Gemeindeteile Spiesberg (11 Anwesen) und Trebitzmühle (1 Anwesen), wurde Zeublitz Sitz der neugebildeten Gemeinde Zeublitz. Als einziger heutiger Gemeindeteil von Altenkunstadt gehörte die Gemeinde Zeublitz 1818 nicht zum Landgericht und Rentamt Weismain, sondern zum Landgericht und Rentamt Lichtenfels.
Im Jahr 1972 erfolgte im Zuge der Gemeindegebietsreform die Eingemeindung nach Altenkunstadt.

### Einwohnerentwicklung
Die Tabelle gibt die Einwohnerentwicklung von Spiesberg wieder.
| Jahr | Einwohner | Anwesen | Quelle: |
| ---- | --------- | ------- | ------- |
| 1818 | 56        | 11      | [ 4 ]   |
| 1950 | 98        |         | [ 3 ]   |
| 1977 | 65        |         | [ 3 ]   |
| 1987 | 75        |         | [ 5 ]   |
| 2005 | 96        |         | [ 3 ]   |
| 2011 | 104       |         | [ 6 ]   |
| 2012 | 102       |         | [ 7 ]   |
| 2013 | 95        |         | [ 8 ]   |
| 2014 | 95        |         | [ 9 ]   |
| 2015 | 96        |         | [ 10 ]  |
| 2016 | 86        |         | [ 11 ]  |
| 2017 | 89        |         | [ 12 ]  |
| 2018 | 89        |         | [ 13 ]  |
| 2019 | 89        |         | [ 14 ]  |

## Religion
Von den 89 Einwohnern waren im Dezember 2019 74 römisch-katholisch, 8 evangelisch und 7 andersgläubig bzw. konfessionslos.